# Diphucephala montana
Diphucephala montana är en skalbaggsart som beskrevs av Lea 1930. Diphucephala montana ingår i släktet Diphucephala och familjen Melolonthidae. Inga underarter finns listade i Catalogue of Life.